# Pollenia fangensis
Pollenia fangensis är en tvåvingeart som beskrevs av Hiromu Kurahashi 1995. Pollenia fangensis ingår i släktet vindsflugor, och familjen spyflugor.
Artens utbredningsområde är Thailand. Inga underarter finns listade i Catalogue of Life.